# Vers la lumière
Vers la lumière ist ein französischer Stummfilm von 1921 mit russischen Darstellern.

## Handlung
Der Restaurator Hubert kommt in ein Frauenkloster zu Ausbesserungsarbeiten. Dort begegnet er der Novizin Irène und verliebt sich in sie. Sie verzichtet auf ihren beabsichtigten Klostereintritt und wird seine Frau. Danach kommt es zu einigen Verwicklungen …

## Hintergründe
Der Film Vers la lumière (russisch übersetzt К свету, deutsch Zum Licht) war einer von mehreren Stummfilmen, die von russischen Emigranten Anfang der 1920er Jahre in Paris gedreht wurden. Der Regisseur Alexander Uralski schuf ihn als ein Remake seines Films Krylja notschi (Крылья ночи) von 1916, mit zwei der damaligen Schauspieler.
In dem Spielfilm gibt es einige dokumentarische Bilder von Moskau vor 1918 sowie eine sehr sorgfältig rekonstruierte Innenausstattung der Klosterkirche.
Der Film galt lange als verschollen. Eine Filmkopie befindet sich im Filmarchiv in Prag, eine weitere wurde in den 1990er Jahren im niederländischen Filmmuseum durch Margaret Hettbrink entdeckt. Diese wurde 1998 auf dem Filmfest Cinema ritrovato in Bologna erstmals gezeigt.
Filmwissenschaftler konnten klären, dass es zu diesem Film in der Entstehungszeit mehrere Arbeitstitel gab, darunter Hinter Klostermauern (Derrière les mures du monastère, За стеной монастиря), die aber denselben Film bezeichneten. Als Regisseur war manchmal irrtümlich Jakow Protasanow vermutet worden.